# Slađana Golić
Slađana Golić (nacida el 12 de febrero de 1960 en Bania Luka, Yugoslavia) es una exjugadora de baloncesto serbia. Consiguió 4 medallas en competiciones oficiales con Yugoslavia.